# Сизиф-беглец
«Сизиф-беглец» — пьеса древнегреческого драматурга Эсхила (первая половина V века до н. э.) в жанре сатировской драмы на сюжет, взятый из коринфского мифологического цикла. Её текст почти полностью утрачен.

## Сюжет и судьба пьесы
Заглавный герой «Сизифа-Беглеца» — мифологический персонаж, царь Коринфа, известный как выдающийся хитрец. Сизиф рассказал речному богу Асопу, где Зевс спрятал после похищения его дочь Эгину, и за это Зевс отправил его в царство мёртвых. Однако, умирая, Сизиф тайно запретил жене совершать погребальные обряды на его могиле. Аиду пришлось, чтобы получить жертвы, на время отпустить героя на землю для наказания жены и наведения порядка. Сизиф же, придя в царство живых, отказался возвращаться.
Неизвестно, в состав какой тетралогии Эсхил включил эту свою сатировскую драму. Исследователи причисляют «Сизифа-беглеца» к условному циклу «Драмы о старших героях» наряду с «Феорами», «Афамантом», «Сизифом-камнекатом», «Перребиянками», «Иксионом», «Ниобой», «Аталантой» и др. Текст пьесы почти полностью утрачен. Сохранились только несколько небольших фрагментов, которые, по-видимому, относятся к прологу. В них Сизиф, вероятно, только что пришедший в мир живых, требует «бронзовый таз с ногами львиными», чтобы омыть ноги, и рассказывает о своём побеге.
Существует предположение, что упомянутая в каталоге пьес Эсхила сатировская драма «Сизиф-камнекат» — это всё тот же «Сизиф-беглец», получивший от составителя альтернативное название.